# Оклі Гедь
Оклі Гедь (до 2000 року — Клиновецька Гора; угор. Aklihegy) — село в Пийтерфолвівській сільській громаді Берегівського району Закарпатської області України.

## Історія
У 1921 році - це був хутір з 25-ти хат села Оклі, в 1930 році - вже було 65 будинків і 208 жителів. Поступово, поряд із селом Оклі, на засадженій виноградом горі, у першій половині ХХ століття в часи Перша Чехословацька Республіка, виникло самостійне поселення. 
Під час радянської окупації відбулося об'єднання населеного пункту Юлівецька Гора з селом Клиновецька Гора.
У межах села є Долина крові. Усні перекази говорять, що свою назву вона отримала через те, що тут загинуло безліч людей. Ворог насувався на клиновецькі села. Багато людей ховалося тут, місце було придатне для цього: вдалині від населених пунктів густі ліси оточували долину. Але хтось видав криївку, і безжалісний ворог знищив беззбройних людей, не пошкодував ні дітей, ні старих, ні жінок. Кров текла потоком, заливши всю долину. Відтоді це місце називають Долиною крові. Вчитель місцевої школи Шандор Фоврі аналітичним шляхом довів, що це були татари під час нападу на Угочанська жупа в 1717 році.
Під час влади Чехословаччини, у селі відкрили трьохкласну угорську школу з трьома вчителями.
Під час Другої світової війни на фронтах загинуло 6 вихідців із села. 
Восени 1944 року совіти з села забрали 33-х чоловіків: Депортація угорців та німців Закарпаття 1944-45 років із яких 16 загинуло в таборах.

## Релігія
Тут поруч живуть римо-католицькі, греко-католицькі та реформатські сім'ї. У 1995 році тут було зведено першу екуменічну церкву Закарпаття.
Церква є власністю реформатів, але в мирі та злагоді нею користуються вірники всіх трьох конфесій. Мова літургій — угорська. Зараз у селі служить реформатський пастор Степан Мейсар, греко-католицький священик о. Віктор Сюч та римо-католицький священик Ласло Гойош.
Потрібно зазначити, що до 1995 року вірники — реформати належали до церкви села Оклі. 
Юлівецька гора
Юлівецька гора  - колишнє село в Україні, в Закарпатській області.
Об'єднане з селом Клиновецька гора рішенням облвиконкому Закарпатської області №431 від 30.07.1962
Згадка у ХХ столітті
Ю́лівська Гора́ — ботанічний заказник загальнодержавного значення в Україні. Розташований на схід від села Дюли та на північ від села Оклі Гедь Берегівського району Закарпатської області, на південно-західних відрогах Гутинського масиву (частина Вигорлат-Гутинського хребта).
Площа 176 га. Створений 20 жовтня 1974 року. Заказник є частиною Карпатського біосферного заповідника.
Заказник розташований у місцевості з найтеплішим кліматом в Українських Карпатах, і це зіграло важливу роль у формуванні рослинного покриву. Широко поширені діброви зі скельного дуба, дубово-букові ліси, дуба Далешампа. Також зростають унікальні для України масиви липи сріблястої. Заказник є єдиним в Україні природним місцем зростання дуба бургундського. У трав'яному покриві переважають лісостепові види.
У 1997 р. увійшов до складу Карпатського біосферного заповідника.
На початку червня в селі з 2009 року відбувається гастрономічний фестиваль "Черешень та полуниць".

## Туристичні місця
- Долина крові
- Свого часу село славилося ще своїм мінеральним джерелом від ревматизму, яке останнім часом замулилося.
- Це місце вважається одним з найтепліших на Закарпатті, як, зрештою, і південні схили Чорної гори.
- На півночі села розташований ботанічний заказник Юлівська Гора, на південно-західних відрогах Гутинського масиву (частина Вигорлат-Гутинського хребта). Широко поширені діброви зі скельного дуба, дубово-букові ліси, дуба Далешампа. Також зростають унікальні для України масиви липи сріблястої. Заказник є єдиним в Україні природним місцем зростання дуба бургундського.

## Населення
Згідно з переписом УРСР 1989 року чисельність наявного населення села становила 594 особи, з яких 295 чоловіків та 299 жінок.
За переписом населення України 2001 року в селі мешкало 610 осіб.

### Мова
Розподіл населення за рідною мовою за даними перепису 2001 року:
| Мова       | Відсоток |
| ---------- | -------- |
| угорська   | 97,71 %  |
| українська | 2,13 %   |
| російська  | 0,16 %   |